# Trackmania (jeu vidéo, 2020)
Cet article fait partie d'un « bon thème » labellisé en 2018.
Pour la série, voir TrackMania. Pour le premier jeu de la série, voir TrackMania (jeu vidéo, 2003). Pour le jeu Wii, voir TrackMania (jeu vidéo, 2010).
Trackmania est un jeu vidéo de course de la série de jeux TrackMania, développé par le studio Nadeo et édité par Ubisoft. Il s'agit d'un remake de TrackMania Nations.
Le jeu est officialisé le 28 février 2020 lors de la finale de la TrackMania Grand League qui se déroulait sur Trackmania²: Stadium, pour une sortie prévue le 5 mai 2020 sur Microsoft Windows. Finalement, une bande annonce sort le 22 avril 2020 et confirme un report de la sortie au 1er juillet 2020.
À la différence des jeux précédents, il s'agit d'un jeu-service dont le développement continue à long terme, et dont la version payante est basée sur un abonnement annuel ou tri-annuel.

## Système de jeu

### Généralités
Comme tous les autres jeux de la série, Trackmania est un jeu de course orienté arcade. Le joueur contrôle une voiture ressemblant à une Formule 1. Le but est d'aller d'un bout à l'autre d'une piste en le moins de temps possible, tout en remportant la médaille la plus élevée, en allant du bronze, jusqu'à la médaille auteur.
Ce jeu comporte quatre commandes principales : accélérer, freiner/reculer, et tourner (gauche et droite). Les adversaires ne peuvent s'influencer dans leur trajectoire car ils se les traversent, à la manière d'un fantôme. Ce type de gameplay typé arcade ne demande aucune connaissance de la technique ni des paramètres normaux d'une véritable voiture de course, et il n'y a aucune personnalisation de la voiture à part son apparence (skin). Il n'y a pas de gestion des dégâts.
Des checkpoints sont disposées au fur et à mesure de la piste, points obligatoires pour valider l'arrivée. Lorsqu'un joueur appuie sur la touche permettant de reprendre du dernier checkpoint, son véhicule y réapparaît avec la même vitesse et direction qu'il avait à ce passage, ou bien à l'arrêt, à l'aide d'une double pression sur cette touche.
Enfin, un éditeur permet de construire des pistes afin de les partager et d'en faire profiter d'autres joueurs dans le monde entier. De très nombreux types de blocs sont disponibles, y compris des blocs personnalisés créés en dehors du jeu.

### Modes de jeu
Le jeu comporte une campagne solo composée de 25 circuits possédant une difficulté croissante représentée par un code couleur (circuits blancs, verts, bleus, rouges, ou noirs). La campagne se joue en mode contre-la-montre. Cette campagne est renouvelée trimestriellement, selon le cycle des saisons de l'année, ce qui porte le nombre de circuits à 100 par an. Cela permet de renouveler l'intérêt global vis-à-vis de la campagne, puisque l'apparition de nouveaux circuits officiels entraîne nécessairement une volonté des joueurs de les découvrir et d'y inscrire leurs meilleurs temps.
En multijoueur, des salons créés par la communauté permettent de jouer contre de nombreux adversaires sur le même circuit, selon les règles choisies : par tour (dit Rounds), contre-la-montre (dit TimeAttack), etc.
De plus, il existe un système de « Circuit du jour » (Track of the day), choisi quotidiennement parmi les créations des joueurs. Une coupe du jour (Cup of the day) introduit le circuit du jour à 19h. Elle commence par une phase de qualifications en mode contre-la-montre, qui répartit les joueurs sur différents serveurs par niveau. S'ensuit sur chaque serveur une phase d'éliminations en mode par tour (dite phase de knockout), jusqu'à ce qu'un joueur soit désigné vainqueur.
Le mode Royal consiste en une partie par équipes de trois, sur le modèle du Battle royale. Vingt équipes sont réunies sur des cartes spécifiques à ce mode de jeu, qui comportent cinq sections de plus en plus difficiles. Sur chaque carte, les équipes ayant franchi le moins de sections sont éliminées, et au bout de cinq manches, la dernière équipe est désignée vainqueur de la partie. Les cartes de ce mode sont régulièrement renouvelées.

### Environnement
Le seul environnement du jeu est Stadium, déjà présent dans TrackMania Nations et TrackMania²: Stadium. De nouveaux blocs font cependant leur apparition, ainsi que des types de surface inédites, qui modifient la conduite. Les différentes surfaces sont : le béton, l'herbe, la terre battue (en remplacement de la terre), la glace, la route bombée, le plastique et le bois. 
À partir de juin 2021, il est possible d'ajouter de l'eau, celle-ci permettant de ricocher à sa surface si la voiture arrive avec une grande vitesse, ou bien de rouler au fond de l'eau. Une fois la voiture sortie de l'eau, elle reste mouillée un certain temps, lui faisant perdre de l'adhérence.
Des blocs animés, et des blocs de décoration (arbres, poteaux, lampadaires, etc.) sont aussi disponibles.
La surface totale du stade est plus grande que dans les jeux précédents.

## Développement
Après sa sortie, le jeu bénéficie de mises à jour régulières afin de corriger les bugs et d'ajouter des fonctionnalités.
Un nouveau mode Matchmaking en trois contre trois est disponible le 6 février 2021.
Une mise à jour importante arrive le 12 juin 2021, avec un nouveau mode : Royal, basé sur l'élimination progressive d'équipes de trois, sur des maps spécifiques. À cette occasion, de nouveaux blocs apparaissent comme la surface en plastique, l'eau qui permet de ricocher et qui rend la voiture glissante, et les blocs animés (roues qui tournent, barrières qui poussent les joueurs), qui sont utilisables pour tous les modes du jeu.
En 2023 et 2024, pour les 20 ans de la licence, Nadeo décide de présenter une trilogie de mises à jour faisant référence au trois environnements emblématiques, connus sous le nom de “ Environnements Trackmania Original” : Desert, Rally et Snow. présent dans le premier jeu TrackMania.
La première des 3 mises à jour arrive le 21 novembre 2023. Elle fait référence à "l'Environnement Snow". On y découvre la "voiture Snow", qui réutilise la même jouabilité que la version de 2003, enrichie par de nouvelles fonctionnalités. Un nouveau type de surface compétitive de route (Wood) a été développé, fournissant une expérience de gameplay supplémentaire à la voiture Stadium ainsi que à 100 nouveaux blocs et items 3D dans une atmosphère asiatique.
La deuxième des 3 mises à jour arrive le 27 février 2024. Elle fait cette fois référence à "l'Environnement Rally". Cette fois, on y découvre la voiture Rally, ainsi que de nouveau blocs de décorations.
La dernière mise à jour de cette trilogie arrive le 22 mai 2024. Elle fait cette fois référence à "l'Environnement Desert". Cette fois, on y découvre la voiture Désert qui a été conçue pour s'adapter aux nouvelles surfaces de Trackmania.

## Commercialisation
Trackmania a été annoncée lors de la finale de la Trackmania Grand League se déroulant à Lyon le 28 février 2020, avec une sortie initialement prévue pour le 5 mai 2020. Cependant, à cause de la crise sanitaire du Covid-19, la date est repoussée au 1er juillet 2020.
Fin mai 2020, la politique tarifaire est dévoilée, avec les trois offres : Starter (gratuite), Standard, et Club. L'annonce du système d'abonnement annuel mène par ailleurs à certaine protestation de nombreux joueurs rétifs à la notion d'abonnement,.

## Sport électronique et scène compétitive

### ZrT TrackMania Cup
Après avoir pris place sur Trackmania²: Stadium de 2013 à 2019, la ZrT TrackMania Cup, compétition annuelle organisée par ZeratoR, se déroule sur Trackmania de 2020 à 2022, dernière édition de cette compétition.
En 2023, Trackmania a été le premier jeu sur lequel s'est déroulée la nouvelle compétition de Zerator, l'Ascension.